# Tourismus im Kosovo

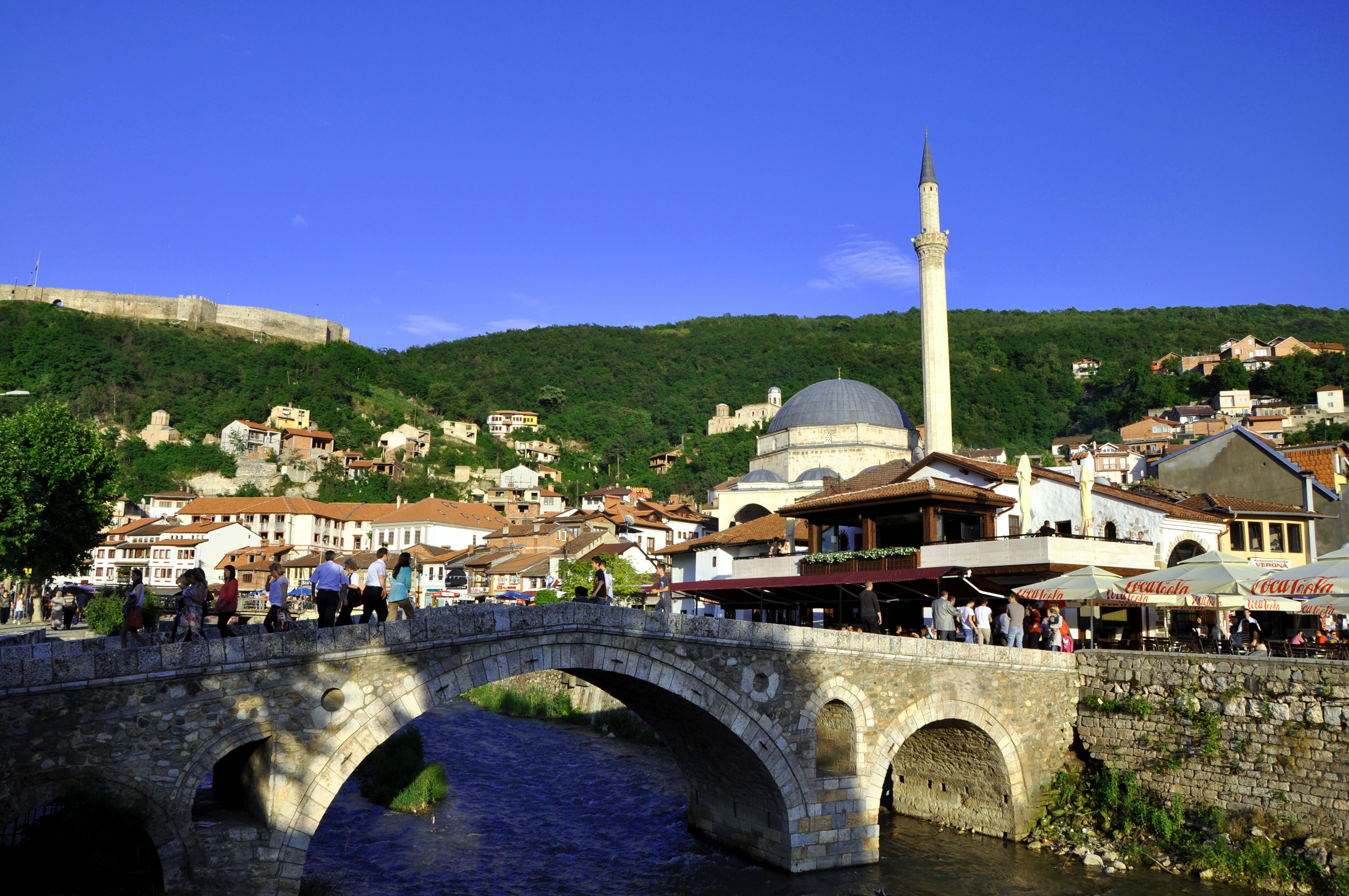
Altstadt von Prizren

Der Tourismus im Kosovo (albanisch Turizmi në Kosovë, serbisch Туризам у Косову Turizam u Kosovu) ist ein noch wenig entwickelter Wirtschaftszweig im kleinen Binnenstaat in Südosteuropa. Nach Kriegen in der Region und instabilen Verhältnissen erfährt Kosovo allmählich mehr und mehr internationale Aufmerksamkeit als Tourismusdestination. Das Land verfügt über reichhaltiges osmanisches Erbe, serbisch-orthodoxe Klöster, die zum UNESCO-Welterbe zählen, antike Funde, eine reichhaltige Kultur, lebendige Städte und vielfältige Berglandschaften mit dem Sharr-Gebirge im Süden und den Albanischen Alpen im Westen.

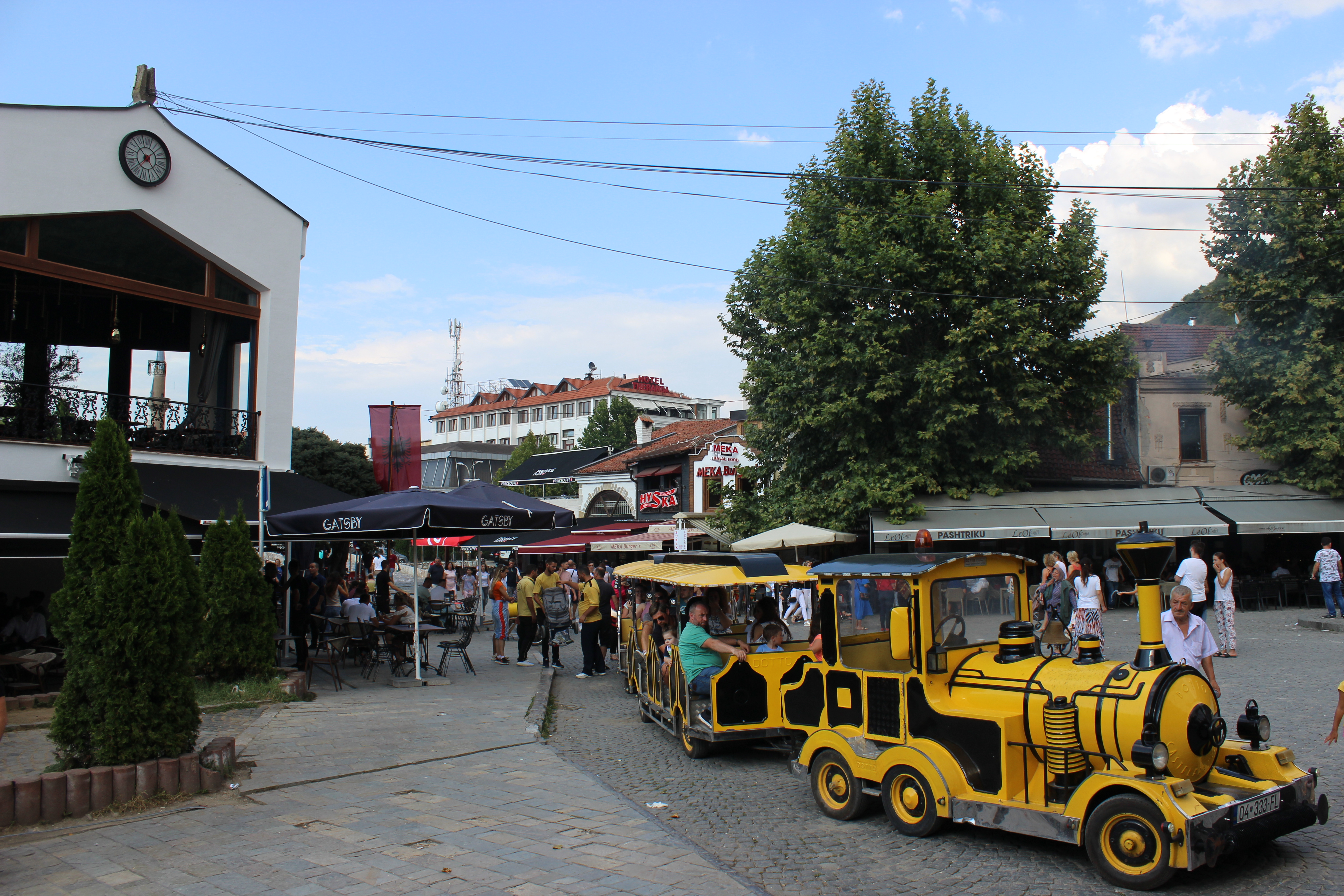
Touristen-Zug in der Altstadt von Prizren

Insbesondere im Sommer besuchen sehr viele ausgewanderte Kosovaren ihre Heimat. Die Hunderttausende auf Heimaturlaub tragen durch ihre Besuche zu einer deutlichen Steigerung der Wirtschaft bei. Tourismus wird als möglicher Sektor gesehen, der zum wirtschaftlichen Aufschwung im Land beitragen kann. Es gibt auch zahlreiche Hilfsprojekte, die den Tourismus fördern wollen.

## Urlaubsarten und meistbesuchte Reiseziele

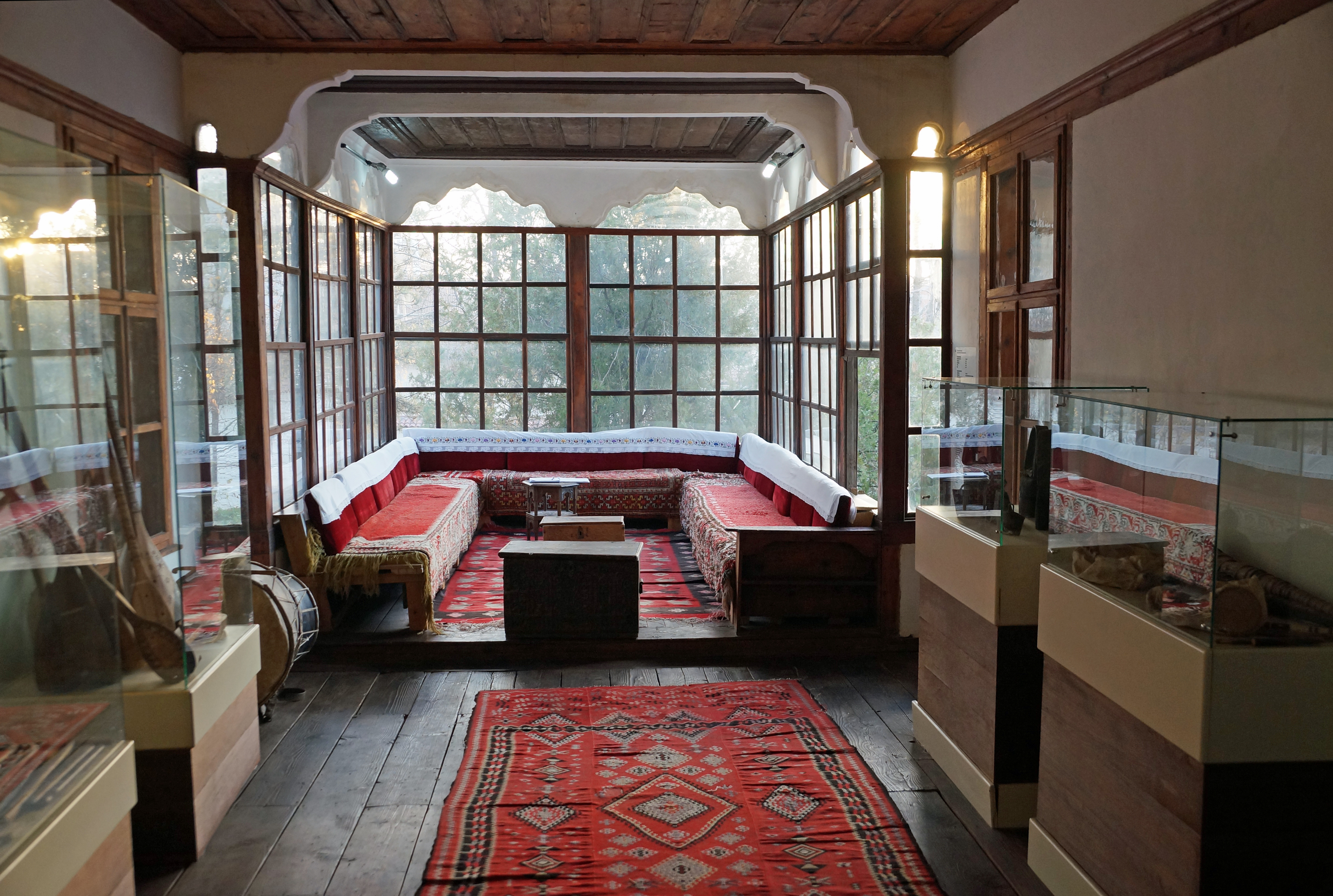
Ethnologisches Museum, Pristina

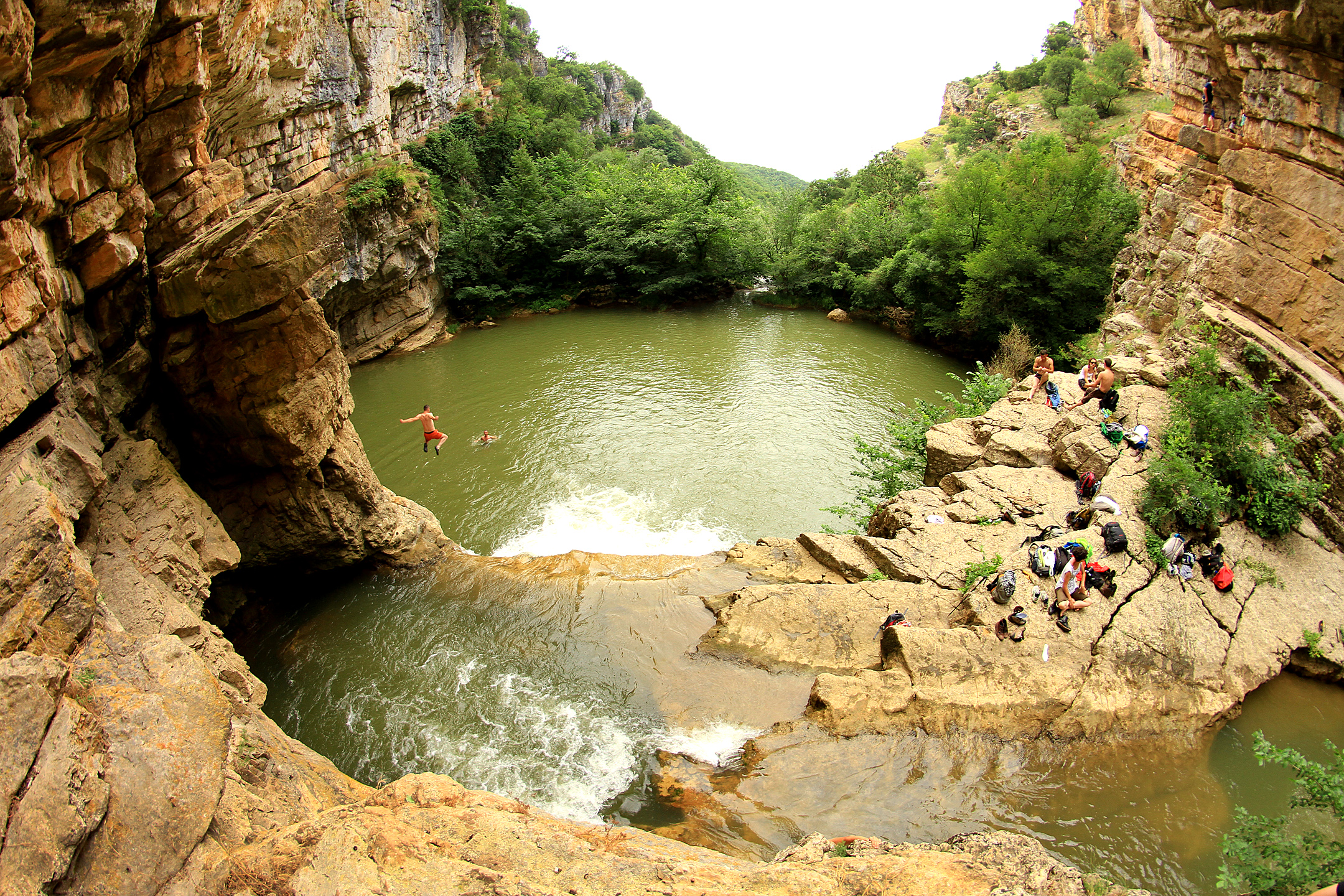
Mirusha-Wasserfälle

Der Kosovo bietet vielfältige Möglichkeiten für Kulturreisen und Aktivurlaub wie Wandern oder Skifahren in den Bergen.
Zu den wichtigsten Reisezielen gehören:
- Pristina – Größte und Hauptstadt des Landes mit reichhaltigem kulturellem Leben. Zu den Sehenswürdigkeiten zählen Museen (Ethnologisches Museum, Museum des Kosovo), zahlreiche Moscheen (Große Moschee, Jashar-Pascha-Moschee, Çarshi-Moschee) und der Uhrturm. Neuere bekannten Bauten sind die Nationalbibliothek und das Newborn-Denkmal und das Grab von Ibrahim Rugova, dem ersten Präsidenten des Staates. Vor den Toren der Stadt liegen das Kloster Gračanica, das Weltkulturerbe ist, und der Gërmia-Park.
- Prizren – die Stadt im Südwesten verfügt über eine große Altstadt unterhalb der Burg, die seit römischer Zeit benutzt wurde. In der Altstadt finden sich die Sinan-Pascha-Moschee, die Mehmet-Pascha-Moschee, die Myderiz-Ali-Efendi-Moschee, die Halveti-Tekke, ein Hamam, das Gebäude der Liga von Prizren und die Kathedrale Unserer Lieben Frau von der immerwährenden Hilfe, ein weiteres UNESCO-Weltkulturerbe. Durch Prizren fließt die Bistrica e Prizrenit, die aus den nahen Sharr-Bergen kommt. In der Bistrica-Schlucht befindet sich das teilweise wiedererrichtete Erzengelkloster. Im Sommer findet in Prizren jeweils das Filmfestival Dokufest statt.
- Gjakova – die Stadt im Westen des Kosovo verfügt über einen großen alten Basar mit Uhrturm, Moscheen (Hadum-Moschee) und Tekken. Neben dem Ethnografischen Museum sind die alten Bogenbrücken außerhalb der Stadt sehenswert: Gerberbrücke, Schneiderbrücke und Fshajt-Brücke bei der Drin-Schlucht.
- Peja – die Stadt im Nordwesten am Fuße der Albanischen Alpen ist Ausgangsort für Erkundigungen und Wanderungen in den Rugova-Bergen. Im Stadtzentrum gibt es alte Steinhäuser (Kullas) und ein kleines Basarviertel mit Moscheen (Bajrakli-Moschee). Das Patriarchenkloster Peć gehört zum UNESCO-Welterbe und liegt zu Beginn der tief eingeschnittenen Rugova-Schlucht, wo sich auch Klettersteige finden. Große Teile der Albanischen Alpen sind Teil des Nationalparks Bjeshkët e Nemuna. Der Fernwanderweg Peaks of the Balkans führt durch das Gebirge.
- Kloster Visoki Dečani – ein serbisch-orthodoxes Kloster, das zum UNESCO-Welterbe gehört.
- Festung Novo Brdo – eine mittelalterliche Burganlage im Osten des Landes.
- Ulpiana – Ausgrabungen einer römischen Stadt.
- Quelle des Weißen Drin nördlich Peja mit Wasserfällen.
- Brezovica – ein Dorf im Süden im Nationalpark Sharr mit Skigebiet.
- Tropfsteinhöhle Gadime

Es gibt im Land mehrere einfache Thermalbäder.

## Geschichte
Tourismus entwickelte sich im Kosovo erstmals, als in den 1970er Jahren die Straßenverbindungen ausgebaut wurden. Im Jahr 1988 wurden 232.000 Touristen und 780.000 Übernachtungen verzeichnet. Die Mehrheit der Gäste stammte aus dem Inland und 28 % der Logiernächte fielen auf Thermaleinrichtungen.
Mit dem Auseinanderfall Jugoslawiens und dem Beginn der Jugoslawienkriege ab 1991 brach der Tourismus komplett ein. Nach dem Kosovokrieg waren die Reisenden vor allem ausgewanderte Kosovaren und „Internationale“, bei den verschiedenen internationalen Organisationen tätige Ausländer.

## Statistiken

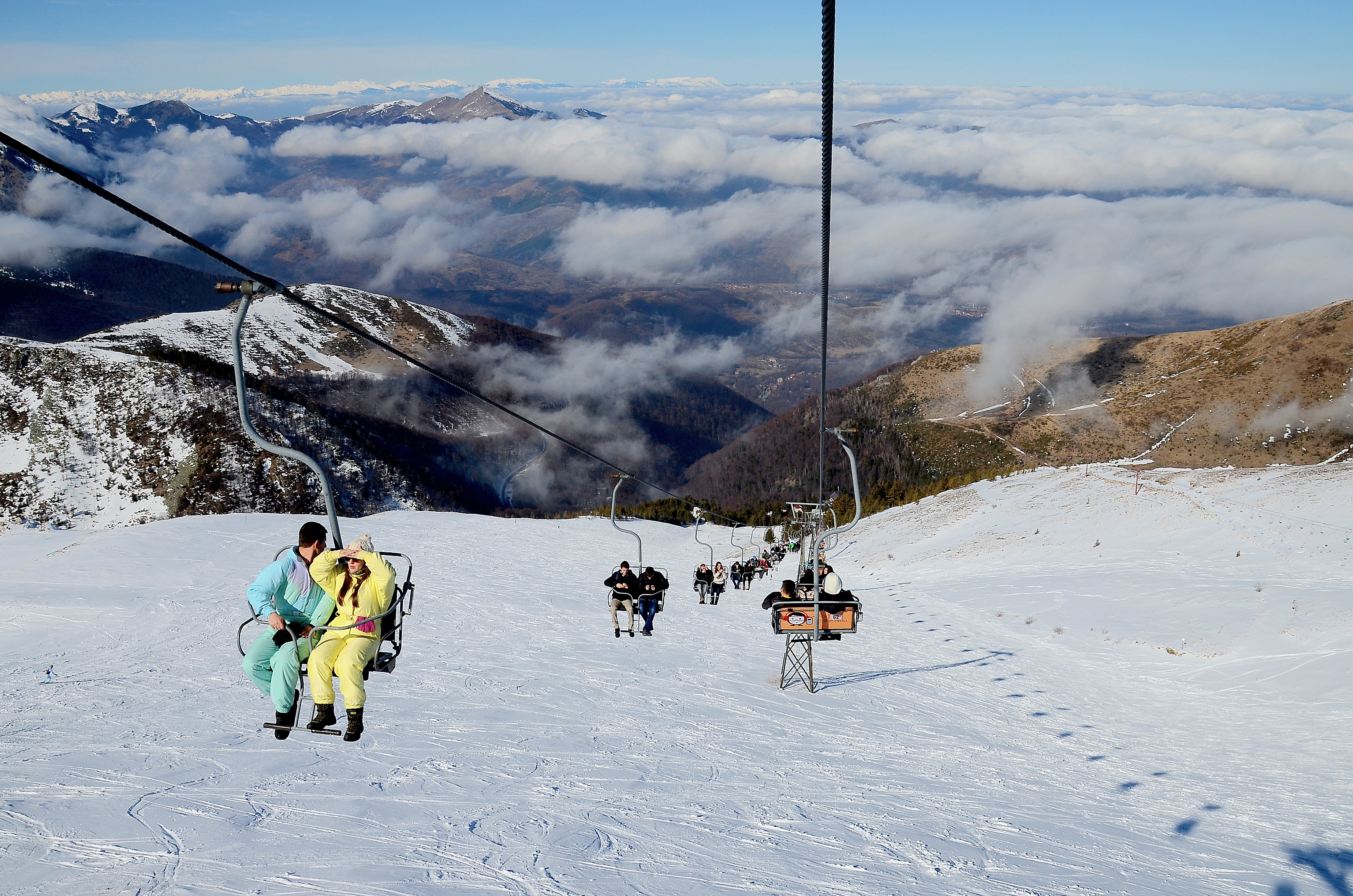
Skilift in Brezovica

Das statistische Amt des Kosovo publiziert seit 2008 regelmäßig Zahlen zu den Hotelübernachtungen. Die Zahlen der ausländischen Gästen stieg von fast 25.000 im Jahr 2008 auf über 83.000 im Jahr 2016 an.
Das Diasporaministerium sprach für den Sommer 2013 von 400.000 Exil-Kosovaren auf Heimatbesuch.
| Rang  | Land                   | Besucher |
| ----- | ---------------------- | -------- |
| 1     | Albanien               | 15.082   |
| 2     | Deutschland            | 07.236   |
| 3     | Türkei                 | 06.540   |
| 4     | Vereinigte Staaten     | 06.165   |
| 5     | Schweiz                | 05.574   |
| 6     | Österreich             | 03.799   |
| 7     | Slowenien              | 03.212   |
| 8     | Nordmazedonien         | 03.174   |
| 9     | Serbien                | 03.113   |
| 10    | Vereinigtes Königreich | 02.784   |
| Total | Total                  | 83.710   |

Um das Jahr 2010 gab es im Land 8000 Betten in Touristenunterkünften.

## An- und Weiterreise

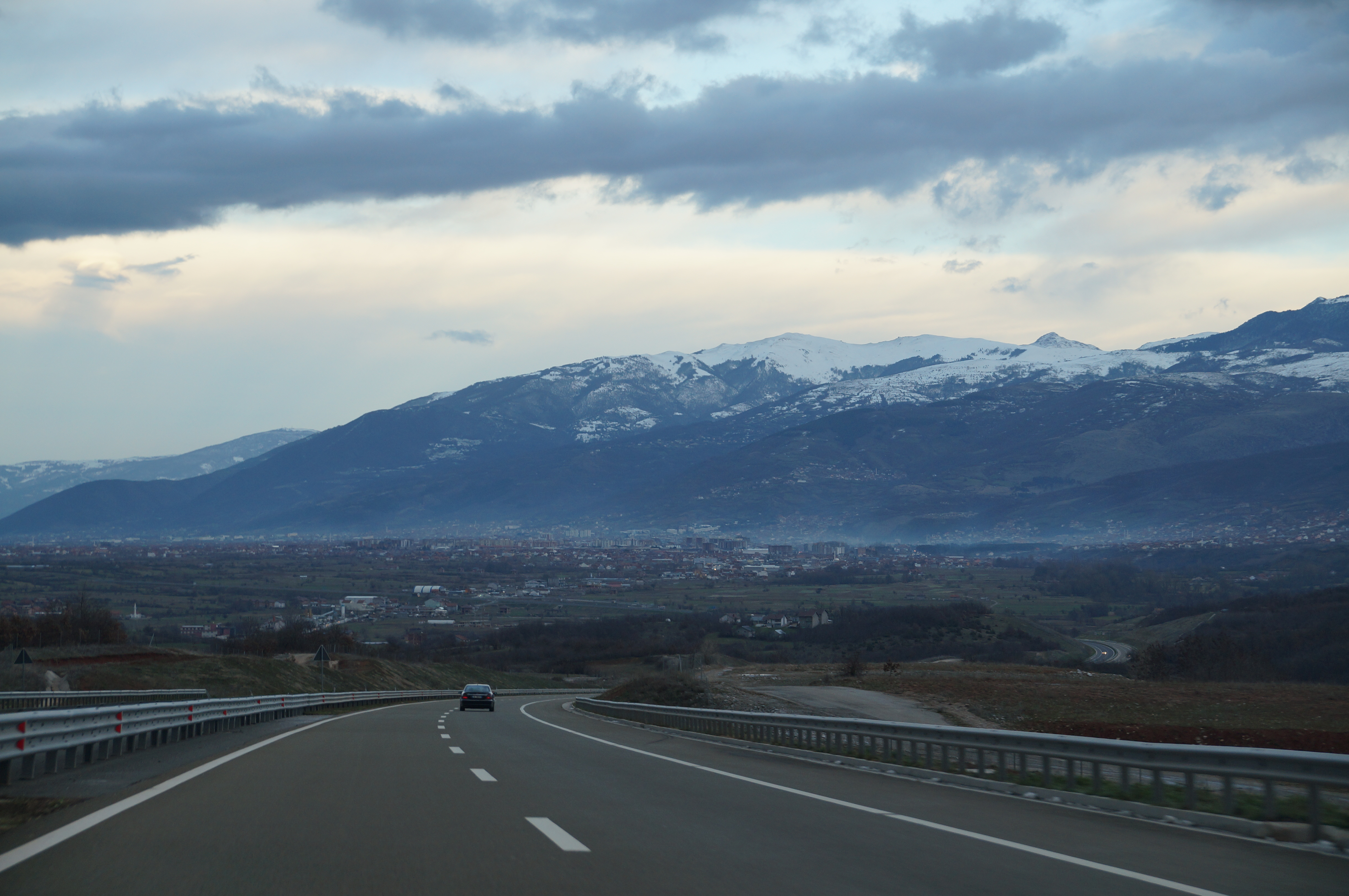
Autostrada R 7 bei Prizren mit Sharrgebirge im Hintergrund

Der Kosovo ist gut aus den Nachbarländern erreichbar. Mehrere Grenzübergänge verbinden den Kosovo mit Serbien (unter anderem Brnjak, Jarinje, Končulj, Merdare), Albanien (unter anderem Morina/Vërmica, Qafa e Morinës) und Nordmazedonien (Han i Elezit, Glloboçica). Da der Čakorpass noch immer geschlossen ist, besteht zu Montenegro nur der Übergang zwischen Rožaje und Peja. Zu Albanien besteht mit der Autostrada R 7 und der Autostrada A1 in Albanien eine ausgebaute Verbindung. Die Autostrada R 6 soll in Zukunft die Hauptstadt Pristina mit der nordmazedonischen Hauptstadt Skopje verbinden. Derzeit endet die Autostrada in Doganaj, unweit von Kaçanik. Zu anderen Ländern, wie Serbien und Montenegro, ist diese noch im Bau oder in Planung.
Vom Flughafen Pristina bestehen Verbindungen zu zahlreichen Städten in Mitteleuropa. Es werden jährlich rund 1,75 Millionen Passagiere befördert.
Serbien betrachtet Kosovo als Teil seines Staatsterritoriums und die Übergänge mit dem Kosovo als innerstaatliche Grenze. Von serbischer Seite gibt es an diesen Übergängen keine Ein- oder Ausreisestempel. Die Grenzübergänge zwischen Kosovo und Drittstaaten inklusive des Flughafens Pristina werden von Belgrad nicht anerkannt, da sie nicht unter serbischer Kontrolle sind. Ausländern wurde zum Teil die Einreise nach Serbien verweigert, wenn sie kosovarische Einreisestempel im Reisepass hatten oder wenn sie von Kosovo aus nach Serbien einreisen wollten, ohne zuvor in Serbien gewesen zu sein.